# Adetus subcostatus
Adetus subcostatus là một loài bọ cánh cứng trong họ Cerambycidae.